# Casa Aixelà
La Casa Aixelà és un edifici del municipi de Vilafranca del Penedès (Alt Penedès) que forma part de l'Inventari del Patrimoni Arquitectònic de Catalunya.

## Descripció
És un edifici entre mitgeres i tres crugies, format per planta baixa i tres pisos, amb coberta de teula àrab. A cada planta apareixen tres obertures que disminueixen en altura en sentit ascendent. La casa correspon a les característiques formals de l'eclecticisme, i la seva inclusió com a edifici singular únicament respon al seu valor tipològic.